# Hans Cnattingius
Hans Jacob Cnattingius, född 9 maj 1906 i Kristine församling, Göteborg, död 21 mars 1971 på Lidingö, var en svensk professor, präst, skolman och kyrkohistoriker. Han var från 1957 till sin bortgång rektor för Statens Normalskola.

## Biografi
Hans Cnattingius var son till redaktör Johan Adolf Cnattingius och dennes hustru Sigrid Maria, född Kröningsvärd. Han tillhörde den östgötska prästsläkten Cnattingius.
Han blev student vid Östra Real i Stockholm 1925 och teol. dr vid Uppsala universitet 1939 på en avhandling med titeln Den centrala kyrkostyrelsen i Sverige 1611-1636. Han var docent i kyrkohistoria där 1939–1957, forskardocent 1952–1955, docent i historia vid Stockholms universitet sedan 1957, adjunkt vid Försvarets läroverk 1947, lektor vid folkskoleseminariet i Uppsala 1950–1962, vid högre allmänna läroverket för flickor 1963-1967 och tjänstgjorde från 1957 till sin bortgång som rektor vid Statens Normalskola.
1939 prästvigdes han för Linköpings stift. Han erhöll professors namn 1966. Under åren 1941–1942 var han ordförande för Uppsala studentkår. Under åren 1939–1940 tjänstgjorde han som fältpräst vid Svenska frivilligkåren i Finland.
Vid sidan av tjänsterna inom universitet och skola fortsatte han med forskning. 1943 utkom en skrift om Uppsala möte och 1946 en idéhistorisk undersökning om Johannes Rudbeckius och hans europeiska bakgrund. Senare kom hans forskningar att inriktas på Vadstena klosters historia, och resulterade i en skrift om krisen i Birgittinerorden på 1420-talet (1963) och en skrift om Vadstena klosters sista tid (1969).

### Familj
Hans Cnattingius var far till barnboks- och manusförfattaren Anna Cnattingius.